# Мальцевка (Колодезнянский сельский совет)
Мальцевка (укр.  Мальцівка) — бывшее село в Колодезнянском сельском совете Двуречанском районе Харьковской области Украины.
Село присоединено с селу Колодязное в ? году.

## Географическое положение
Село Мальцевка находилось на левом берегу реки Верхняя Двуречная, выше по течению примыкает к селу Колодезное, ниже по течению в 2-х км — село Нововасилевка.
Рядом с селом протекает небольшой ручей на котором сделана запруда (~25 га).
Возле села небольшой садовый массив.